# CAF Confederation Cup 2011
De CAF Confederation Cup 2011 is de achtste editie van dit Afrikaans voetbaltoernooi voor clubteams.
Titelhouder was FUS Rabat uit Marokko, hun landgenoten van Maghreb Fez wonnen de finale na penalty's.

## Data
Programma voor de CAF Confederation Cup 2011.
| Fase          | Ronde        | Loting                           | Heenduel        | Return          |
| ------------- | ------------ | -------------------------------- | --------------- | --------------- |
| Kwalificatie  | Voorronde    | 20 december 2010 (Caïro, Egypte) | 28-30 januari   | 11-13 februari  |
| Kwalificatie  | Eerste ronde | 20 december 2010 (Caïro, Egypte) | 18-20 maart     | 1-3 April       |
| Kwalificatie  | Tweede ronde | 20 december 2010 (Caïro, Egypte) | 22-24 april     | 6-8 mei         |
| Groepsfase    | Speeldag 1   | 15 mei 2011 (Caïro, Egypte)      | 15-17 juli      | 15-17 juli      |
| Groepsfase    | Speeldag 2   | 15 mei 2011 (Caïro, Egypte)      | 29-31 juli      | 29-31 juli      |
| Groepsfase    | Speeldag 3   | 15 mei 2011 (Caïro, Egypte)      | 12-14 augustus  | 12-14 augustus  |
| Groepsfase    | Speeldag 4   | 15 mei 2011 (Caïro, Egypte)      | 26-28 augustus  | 26-28 augustus  |
| Groepsfase    | Speeldag 5   | 15 mei 2011 (Caïro, Egypte)      | 9-11 September  | 9-11 September  |
| Groepsfase    | Speeldag 6   | 15 mei 2011 (Caïro, Egypte)      | 16-18 September | 16-18 September |
| Knock-outfase | Halve finale | 15 mei 2011 (Caïro, Egypte)      | 14-16 oktober   | 28-30 oktober   |
| Knock-outfase | Finale       | 15 mei 2011 (Caïro, Egypte)      | 18-20 november  | 2-4 december    |

## Kwalificatie
Het programma van de voorronde, eerste en tweede ronde werd bekendgemaakt op 20 december 2010. De kwalificatiewedstrijden worden over twee wedstrijden gespeeld waarbij de uitdoelpuntenregel van toepassing is. Als beide teams na twee wedstrijden gelijkstaan volgen er direct strafschoppen (er wordt niet tweemaal verlengd).

## Voorronde
- heenduels:28 - 30 januari
- returns : 11 - 13 februari en 25 - 27 februari

| Team 1              | Tot.           | Team 2          | 1e wedstr. | 2e wedstr. |
| ------------------- | -------------- | --------------- | ---------- | ---------- |
| ASC Tevragh-Zeïna   | 1-0            | AS Real Bamako  | 0-0        | 1-0        |
| Missile             | 8-1            | AS Inter Star   | 4-0        | 4-1        |
| AC Léopard          | 3-1            | Etincelles      | 1-1        | 2-0        |
| Toure Kunda Footpro | 4-3            | Ports Authority | 2-1        | 2-2        |
| CA Batna            | 4-4 (5-6 n.s.) | Al-Nasr         | 2-2        | 2-2        |
| Dynamic Togolais    | 0-0 (2-4 n.s.) | Sahel SC        | 0-0        | 0-0        |
| USS Kraké           | 2-5            | Maghreb Fez     | 1-1        | 1-4        |
| Séwé Sports         | 0-2            | Ashanti Gold    | 0-1        | 0-1        |
| Foullah Edifice     | 2-1            | CD Elá Nguema   | 2-0        | 0-1        |
| AS Aviação          | 0-0 (4-5 n.s.) | Sofapaka        | 0-0        | 0-0        |
| Highlanders         | w/o 1          | Nchanga Rangers | 1-1        | 0-3        |
| AS Adema            | 1-1 (u)        | CD Maxaquene    | 0-0        | 1-1        |
| US Sainte-Marienne  | 1-4            | Wits            | 0-1        | 0-4        |
| Centre Salif Keita  | 3-3 (u)        | Difaa El Jadida | 2-2        | 1-1        |
| Fovu Baham          | 3-4            | USFA            | 2-1        | 1-3        |
| FC Séquence         | 0-3            | Africa Sports   | 0-1        | 0-2        |
| KMKM                | 0-6            | Motema Pembe    | 0-4        | 0-2        |
| Mbabane Highlanders | 2-2 (1-4 n.s.) | Victors SC      | 1-1        | 1-1        |
| Young Africans      | 4-6            | Dedebit         | 4-4        | 0-2        |

1 Nchanga Rangers door naar de eerste ronde omdat Highlanders zich na de eerste wedstrijd terugtrok.
- Twaalf teams kregen een bye: JS Kabylie (Algerije), 1º de Agosto (Angola), Ismaily (Egypte), Haras El Hodood (Egypte), FUS Rabat (Marokko), Kaduna United (Nigeria), Sunshine Stars (Nigeria), Saint Eloi Lupopo (Congo DR), Al-Khartoum (Soedan), Al-Nil Al-Hasahesa (Soedan), Étoile Sportive du Sahel (Tunesië), Olympique Béja (Tunisië)

## Eerste ronde
- heenduels:18 - 20 maart
- returns : 1 - 3 april

| Team 1                   | Tot.  | Team 2              | 1e wedstr. | 2e wedstr. |
| ------------------------ | ----- | ------------------- | ---------- | ---------- |
| JS Kabylie               | 3-1   | ASC Tevragh-Zeïna   | 1-0        | 2-1        |
| Al-Nil Al-Hasahesa       | 2-3   | Missile             | 1-1        | 1-2        |
| 1º de Agosto             | 2-1   | AC Léopard          | 2-0        | 0-1        |
| FUS Rabat                | 3-2   | Toure Kunda Footpro | 2-0        | 1-2        |
| Al-Khartoum              | w/o 2 | Al-Nasr             | —          | —          |
| Maghreb Fez              | 2-1   | Sahel SC            | 0-0        | 2-1        |
| Étoile Sportive du Sahel | 4-2   | Ashanti Gold        | 3-0        | 1-2        |
| Kaduna United            | 2-1   | Foullah Edifice     | 2-0        | 0-1        |
| Ismailia SC              | 2-4   | Sofapaka            | 2-0        | 0-4        |
| Saint Eloi Lupopo        | 3-0   | Nchanga Rangers     | 1-0        | 2-0        |
| Wits FC                  | 1-3   | AS Adema            | 1-1        | 0-2        |
| Olympique Béja           | 2-3   | Difaa El Jadida     | 2-0        | 0-3        |
| Africa Sports            | w/o 3 | USFA                | —          | —          |
| Sunshine Stars           | 3-0   | Tiko United         | 2-0        | 1-0        |
| Victors                  | 1-2   | Motema Pembe        | 1-1        | 0-1        |
| Haras El Hodood          | 5-1   | Dedebit             | 4-0        | 1-1        |

2 Al-Khartoum door naar de tweede ronde omdat Al-Nasr zich terugtrok, de wedstrijd zou over een duel worden gespeeld door de politieke onrust in Libië, maar de wedstrijd vond niet plaats.
3 USFA door naar de tweede ronde omdat Africa Sports zich terugtrok. De wedstrijd zou over een duel worden gespeeld door de politieke onrust in Ivoorkust, maar de wedstrijd vond niet plaats

## Tweede ronde
- heenduels:22 - 24 april
- returns : 6 - 8 mei

| Team 1            | Tot.           | Team 2       | 1e wedstr. | 2e wedstr. |
| ----------------- | -------------- | ------------ | ---------- | ---------- |
| Missile           | 3-3 (0-3 p)    | JS Kabylie   | 3-0        | 0-3        |
| FUS Rabat         | 1-2            | 1º de Agosto | 1-1        | 0-1        |
| Maghreb Fez       | 5-3            | Al-Khartoum  | 5-1        | 0-2        |
| Kaduna United     | w/o 4          | Etoile Sahel | —          | —          |
| Saint Eloi Lupopo | 2-2 (u)        | Sofapaka     | 2-1        | 0-1        |
| Difaa El Jadida   | 3-1            | AS Adema     | 3-0        | 0-1        |
| Sunshine Stars    | 2-1            | USFA         | 2-0        | 0-1        |
| Haras El Hodood   | 3-3 (3-4 n.s.) | Motema Pembe | 2-1        | 1-2        |

4 Kaduna United door naar de derde ronde, omdat Etoile Sahel weigerde af te reizen naar Nigeria voor de heenduel door de politieke onrust na presidentiële verkiezingen.

## Derde ronde
De acht winnaars van de tweede ronde speelden tegen de acht verliezers van de tweede ronde van de CAF Champions League. De winnaars plaatsten zich voor de groepsfase.
- heenduels: 27 - 29 mei
- returns : 10 - 12 juni

| Team 1        | Tot. | Team 2          | 1e wedstr. | 2e wedstr. |
| ------------- | ---- | --------------- | ---------- | ---------- |
| ES Sétif      | 1-3  | Kaduna United   | 1-0        | 0-3        |
| ASC Diaraf    | 1-3  | JS Kabylie      | 1-1        | 0-2        |
| Club Africain | 4-3  | Sofapaka        | 3-0        | 1-3        |
| Al-Ittihad    | 0-1  | Sunshine Stars  | — 5        | 0-1        |
| ZESCO United  | 1-2  | Maghreb Fez     | 1-0        | 0-2        |
| Simba FC      | 1-2  | Motema Pembe    | 1-0        | 0-2        |
| ASEC Mimosas  | 5-1  | 1º de Agosto    | 4-0        | 1-1        |
| Inter Luanda  | 5-2  | Difaa El Jadida | 3-0        | 2-2        |

5 Vanwege de politieke situatie in Libië over één wedstrijd gespeeld.

## Groepsfase
De acht winnaars van de tweede ronde worden in twee groepen van vier teams ingedeeld

### Groep A
| Team          | AW | W | G | V | DV | DT | DS | Pts |
| ------------- | -- | - | - | - | -- | -- | -- | --- |
| Club Africain | 6  | 3 | 2 | 1 | 6  | 3  | +3 | 11  |
| Inter Luanda  | 6  | 3 | 1 | 2 | 8  | 6  | +2 | 10  |
| ASEC Mimosas  | 6  | 2 | 1 | 3 | 5  | 6  | −1 | 7   |
| Kaduna United | 6  | 1 | 2 | 3 | 5  | 9  | −4 | 5   |

### Groep B
| Team           | AW | W | G | V | DV | DT | DS | Pts |
| -------------- | -- | - | - | - | -- | -- | -- | --- |
| Maghreb Fez    | 6  | 4 | 2 | 0 | 8  | 2  | +6 | 14  |
| Sunshine Stars | 6  | 3 | 2 | 1 | 6  | 3  | +3 | 11  |
| Motema Pembe   | 6  | 2 | 2 | 2 | 5  | 6  | −1 | 8   |
| JS Kabylie     | 6  | 0 | 0 | 6 | 1  | 9  | −8 | 0   |

## Knock-outfase

### Halve finales
| Team 1         | Tot.    | Team 2        | 1e wedstr. | 2e wedstr. |
| -------------- | ------- | ------------- | ---------- | ---------- |
| Sunshine Stars | 0–1     | Club Africain | 0-1        | 0-0        |
| Inter Luanda   | 2–2 (a) | Maghreb Fez   | 2-1        | 0-1        |

### Finale
| Team 1        | Tot.         | Team 2      | 1e wedstr. | 2e wedstr. |
| ------------- | ------------ | ----------- | ---------- | ---------- |
| Club Africain | 1-1 (5-6 p.) | Maghreb Fez | 1-0        | 0-1        |